# SH3GL3
SH3GL3‏ (SH3 domain containing GRB2 like 3, endophilin A3) هوَ بروتين يُشَفر بواسطة جين SH3GL3 في الإنسان.